# Sarcophaga promiscua
Sarcophaga promiscua är en tvåvingeart som först beskrevs av Guilherme A.M.Lopes 1967.  Sarcophaga promiscua ingår i släktet Sarcophaga och familjen köttflugor.
Artens utbredningsområde är Filippinerna. Inga underarter finns listade i Catalogue of Life.